# Lepassaare
Lepassaare is een plaats in de Estlandse gemeente Võru vald, provincie Võrumaa. Tot in oktober 2017 hoorde ze bij de gemeente Orava. In die maand werd Orava bij Võru vald gevoegd. Daarmee verhuisde de gemeente meteen van de provincie Põlvamaa naar de provincie Võrumaa.
De plaats heeft 31 inwoners (2021) en heeft de status van dorp (Estisch: küla).

## Geschiedenis
Het station van Lepassaare aan de spoorlijn Valga - Petsjory was er eerder dan het dorp. In 1889 kwam de spoorlijn gereed en werd een station geopend op de grens van de landgoederen Lobenstein (Loosi) en Waldeck (Orava). Het station kreeg de naam van de dichtstbijzijnde grotere plaats: Neuhausen (Estisch: Vastseliina en in cyrillisch schrift: Нейгаузенъ), hoewel die plaats 11,5 km zuidelijker ligt.
Estland werd in 1918 onafhankelijk. In 1923 doopte de Estische overheid het station Vastseliina om in station Lepassaare, naar de veldnaam Lepässaarõ, zoals het gebied waarin het station lag in het Võro werd genoemd. De nederzetting die bij het station was ontstaan kreeg dezelfde naam. Overigens werd de naam al voor 1923 gebruikt; in augustus 1921 werd een postkantoor Lepassaar in gebruik genomen. In 1977 werden de buurdorpen Haabsaare en Lossina bij Lepassaare gevoegd.

## Foto's

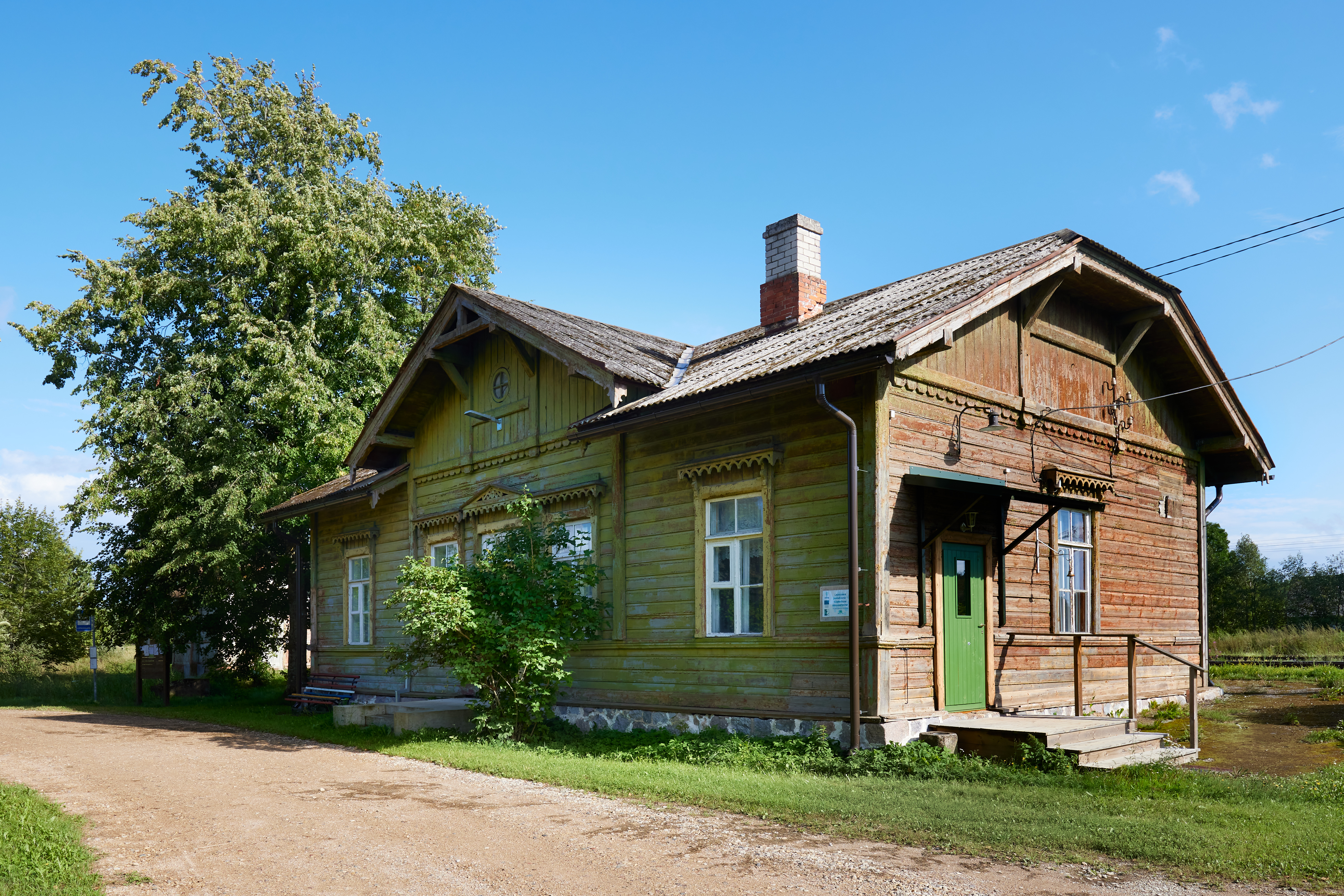
Stationsgebouw in 2021, straatzijde
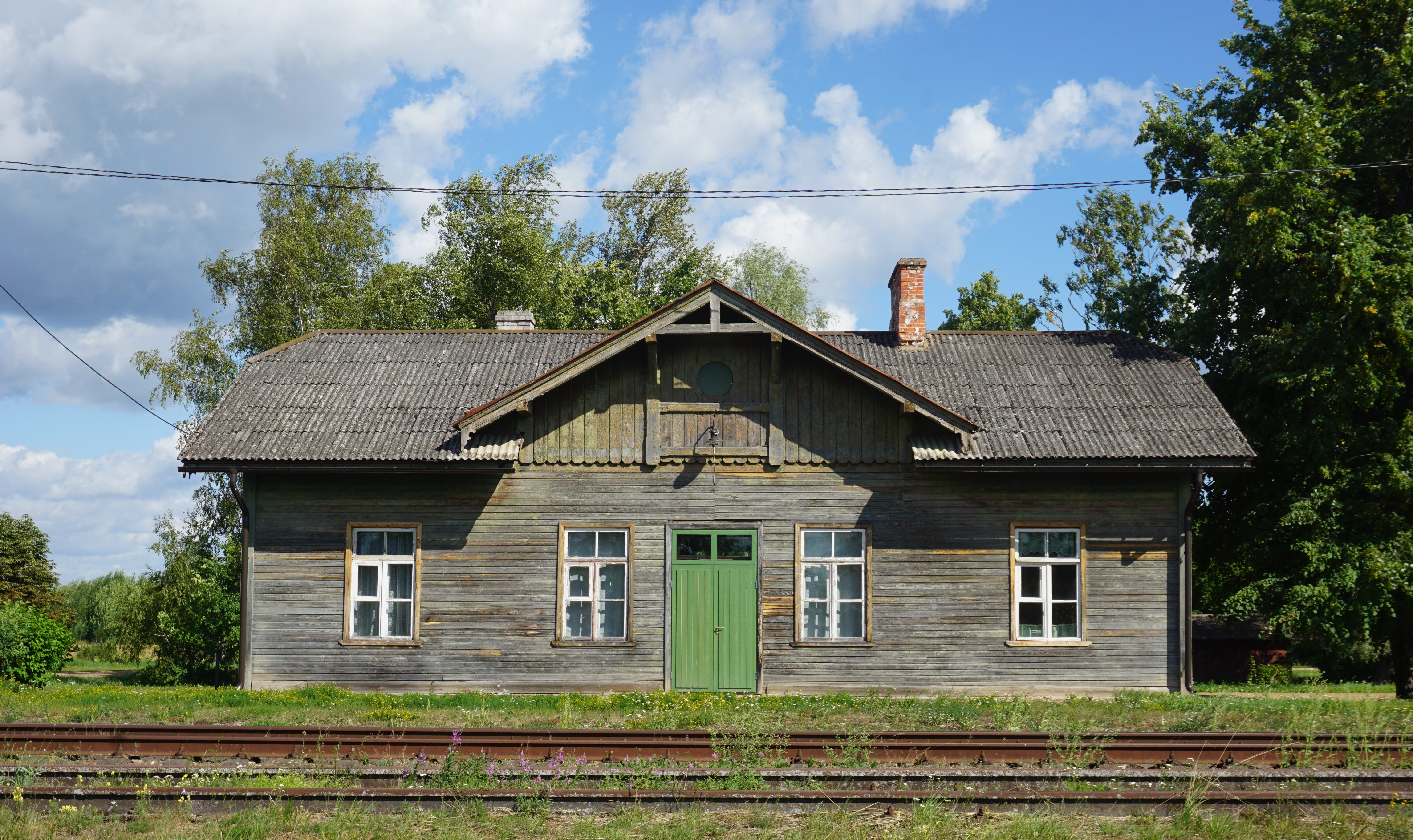
Stationsgebouw in 2021, aan de kant van de sporen
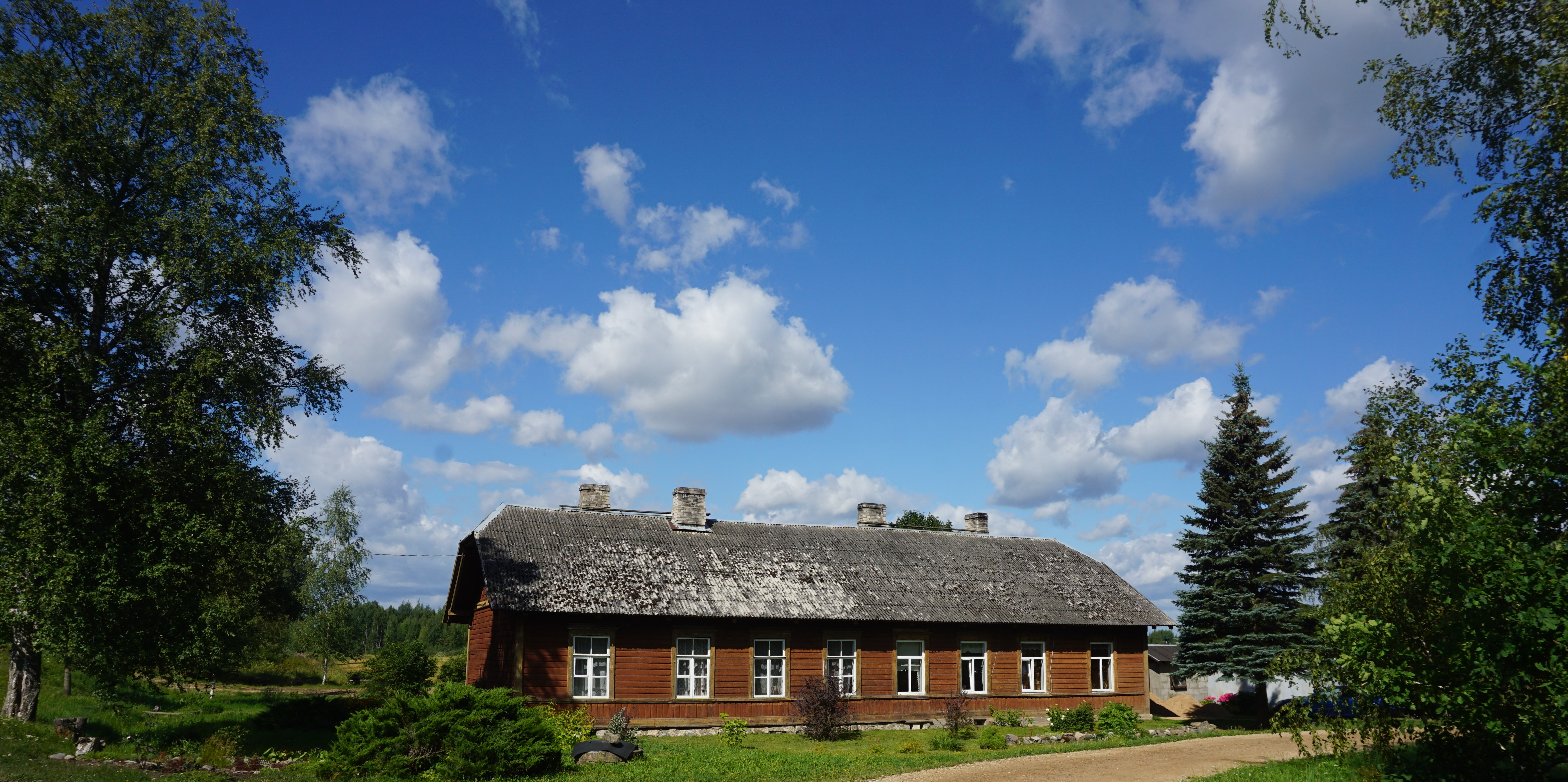
Voormalig onderkomen voor de medewerkers van het station
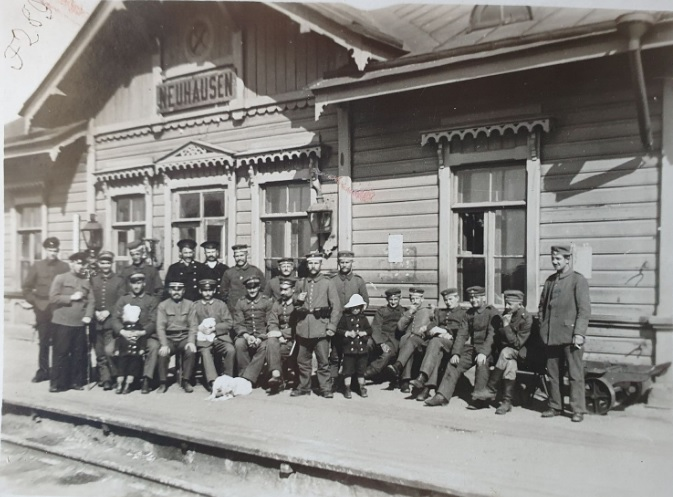
Duitse militairen op het station, 1918. De Russische naam Нейгаузенъ is vervangen door de Duitse naam Neuhausen
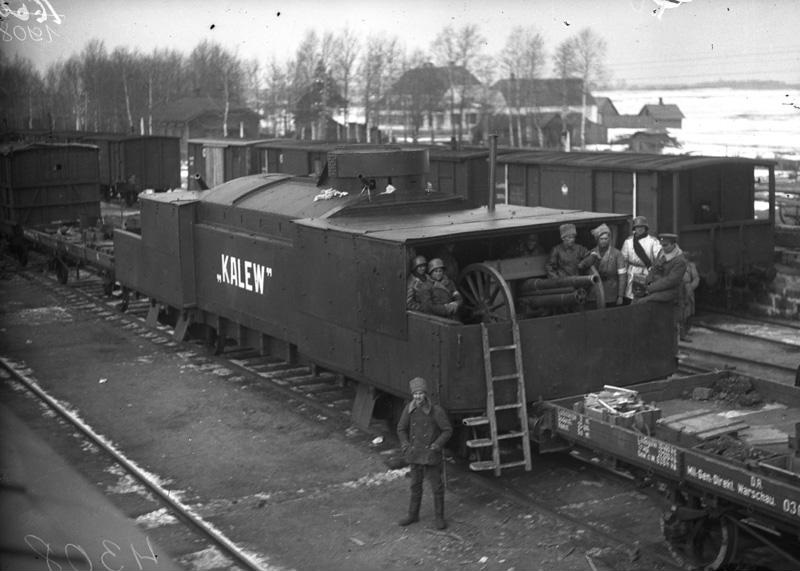
Een pantsertrein bij het station in de tijd van de Estische Onafhankelijkheidsoorlog
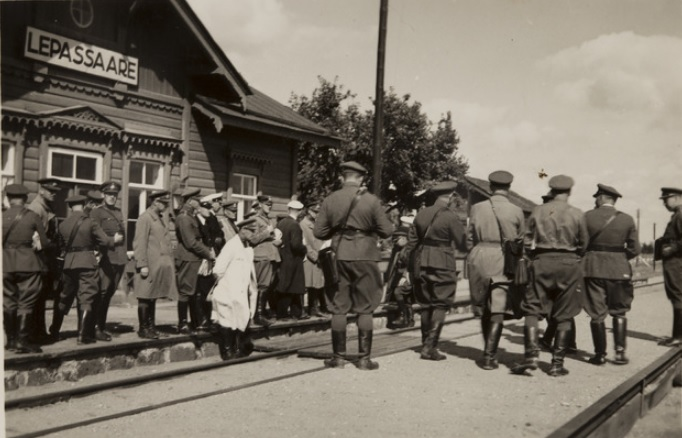
Oefening van de Kaitseliit op het station, vermoedelijk in de jaren dertig